# Roland Lenggenhager
Roland Lenggenhager (* 14. Juni 1960 in Genf) ist ein ehemaliger schweizerischer Basketballspieler.

## Laufbahn
Lenggenhager spielte für Meyrin und ab der Saison 1980/81 mit Lignon in der Nationalliga A. Ab 1983 trat Lenggenhager mit Champel Genève Basket in der höchsten schweizerischen Spielklasse an. 1988 wechselte er zu Chêne. 1989/90 spielte er wieder für Champel.
Mit Champel spielte Lenggenhager auch im Europapokal. Zu Beginn der 1990er gehörte er zur Mannschaft von Pully Lausanne und sammelte mit dem Verein weitere Europapokalerfahrung. Lenggenhager war Nationalspieler der Schweiz.
Als Trainer war er in Pully und bei Chêne Basket tätig.